# スタジオDC:オールスター・ライブ

スタジオDC:オールスター・ライブ（Studio DC: Almost Live）は、	アメリカ合衆国の2008年8月3日・10月5日にディズニー・チャンネルで放送された人形劇の特別番組。日本では2009年1月24日（1回目）と5月29日（2回目）にディズニーチャンネルで放送されたことがある。1回目の放送ではディラン&コール・スプラウス、2回目の放送ではセレーナ・ゴメスがそれぞれ司会を務めた。

## キャスト

### マペット
| マペット           | 操演                                                                                         | 日本語吹き替え版 |
| ------------------ | -------------------------------------------------------------------------------------------- | ---------------- |
| カーミット         | スティーヴ・ホイットマイア ブルース・ラノイル (バップ・トゥ・ザ・トップでのアシスタント操演) | 真殿光昭         |
| フォジー           | エリック・ジェイコブソン                                                                     | 江原正士         |
| ゴンゾ             | デーヴ・ゲルツ                                                                               | 塩屋浩三         |
| リゾ               | スティーヴ・ホイットマイア                                                                   | 石野竜三         |
| フロイドペッパー   | マット・ヴォーゲル (操演) ジェリー・ネルソン (声)                                            | 落合弘治         |
| ペペ               | ビル・バレッタ                                                                               | 高木渉           |
| ミス・ピギー       | エリック・ジェイコブソン                                                                     | 小形満           |
| アニマル           | エリック・ジェイコブソン                                                                     | 緒方賢一         |
| スクーター         | デヴィッド・ラッドマン                                                                       | 落合弘治         |
| ドクター・ティース | ビル・バレッタ                                                                               | 水野龍司         |
| スタトラー         | スティーヴ・ホイットマイア                                                                   | 西川幾雄         |
| ウォルドーフ       | デーヴ・ゲルツ                                                                               | 伊井篤史         |
| サム               | エリック・ジェイコブソン                                                                     | 水野龍司         |
| ブンゼン           | デーヴ・ゲルツ                                                                               | 江原正士         |
| カミラ             | デヴィッド・ラッドマン                                                                       |                  |
| ズート             | デーヴ・ゲルツ                                                                               | 小形満           |
| ジャニス           | デヴィッド・ラッドマン                                                                       | 石野竜三         |
| ロルフ             | ビル・バレッタ                                                                               | 江原正士         |
| フーフー           | スティーヴ・ホイットマイア                                                                   |                  |
| ボーボー           | ビル・バレッタ                                                                               | 塩屋浩三         |

### 1回目のライブ
- 米国放送日:2008年8月3日

| 出演者                                                                          | テレビドラマ・映画                                                                               | 日本語吹き替え版            |
| ------------------------------------------------------------------------------- | ------------------------------------------------------------------------------------------------ | --------------------------- |
| ディラン・スプラウス/ザック・マーティン コール・スプラウス/コーディ・マーティン | スイート・ライフ オン・クルーズ スイート・ライフ                                                 | ザック:不明 コーディ:長谷瞳 |
| ブレンダ・ソング/ロンドン・ティプトン                                           | スイート・ライフ および スイート・ライフ オン・クルーズ カンフー・プリンセス・ウェンディー・ウー |                             |
| アシュレイ・ティスデイル                                                        | フィニアスとファーブ スイート・ライフ ハイスクール・ミュージカル                                 |                             |
| マイリー・サイラス                                                              | シークレット・アイドル ハンナ・モンタナ                                                          |                             |
| フィル・ルイス/ミスター・モスビー                                               | スイート・ライフ スイート・ライフ オン・クルーズ                                                 |                             |
| ジョナス・ブラザーズ                                                            | キャンプ・ロック                                                                                 |                             |
| ビリー・レイ・サイラス                                                          | シークレット・アイドル ハンナ・モンタナ                                                          |                             |
| ジェフリー・ロス                                                                |                                                                                                  |                             |

#### 放送内容
以下の内容が放送された。
- カーミット、ピギー、ゴンゾが、スイート・ライフの出演者たちと共演。このとき、アシュレイ・ティスデイルとキム・ローズとの共演は無かった。
- シェフとゴンゾは、ブレンダ・ソング、ディラン&コール・スプラウス、フィル・ルイスと共演。
- マイリー・サイラスは、ドクター・ティースとエレクトリック・メイヘムと一緒に「GNO (Girls Night Out)」を熱唱。
- アシュレイ・ティスディルは、ミス・ピギーとステージで争いつつカーミットと一緒に「バップ・トゥ・ザ・トップ」を歌う。
- ミス・ピギーは、ジョナス・ブラザーズと一緒に「That's Just Way We Roll」を披露。
- 本編終盤では、スタトラーとウォルドーフの失礼なシーンが映し出された。

### 2回目のライブ
- 米国放送日:2008年10月5日

| 出演者                    | テレビドラマ・映画                                                             | 日本語吹き替え版 |
| ------------------------- | ------------------------------------------------------------------------------ | ---------------- |
| セレーナ・ゴメス          | ウェイバリー通りのウィザードたち                                               | 小林沙苗         |
| デヴィッド・ヘンリー      | ウェイバリー通りのウィザードたち レイブン 見えちゃってチョー大変!              | 庄司将之         |
| デミ・ロヴァート          | As the Bell Rings キャンプ・ロック                                             | 世戸さおり       |
| モイセス・アリアス        | シークレット・アイドル ハンナ・モンタナ                                        | 赤池裕美子       |
| ジェイク・T・オースティン | ジョニー・カパハラ 究極のビッグ・ウェーブ ウェイバリー通りのウィザードたち     | 川名真知子       |
| アトリエンヌ・ベイロン    | The Cheetah Girls レイブン 見えちゃってチョー大変! バッファロー・ドリーム      | 朴璐美           |
| キーリー・ウィリアムズ    | The Cheetah Girls                                                              | 園崎未恵         |
| サブリナ・ブライアン      | The Cheetah Girls                                                              | 宮島依里         |
| ジェイソン・ドリー        | シークレット・アイドル ハンナ・モンタナ                                        | 林勇             |
| ジェイソン・アールズ      | コーリー ホワイトハウスでチョー大変! タイムマシン大作戦 私の日記はベストセラー | 梯篤司           |

#### 放送内容
以下の内容が放送された。
- デビ・ロヴァートとビーカーが「This is Me」を披露。
- チーター・ガールズとミス・ピギーが「Dance Me If You Can」を披露。
- セレーナ・ゴメスがフォジーからコメディの才能を教えてもらった。
- モイセス・アリアスとジェイク・T・オースティンは、スタトラーとウォルドーフから評論家になるにはどうしたらいいか教えてもらった。
- ジェイソン・アールズとジェイソン・ドリーが、スウェーデンのシェフの店を訪問。
- デヴィッド・ヘンリーがギターを持ってフロイドと一緒に弾く。
- ディズニーチャンネルの番組を題材としたギャグドラマ。タイトルも変更（主にバナナ・モンタナ（元ネタ：ハンナ・モンタナ））
- 本編終盤では、ミス・ピギーがザック・エフロンのトレーラーに入ってザックを探しに行くという内容。
- デビッド・ヘンリーは、カエルのカーミットにアシュレイ・ティスデイルから届いた文字の読み方を教えている。